# ویکتور روئیز (بازیکن فوتبال، زاده ۱۹۹۳)
ویکتور روئیز (انگلیسی: Víctor Ruiz؛ زادهٔ ۲ نوامبر ۱۹۹۳) بازیکن فوتبال اهل اسپانیا است.
از باشگاه‌هایی که در آن بازی کرده‌است می‌توان به باشگاه فوتبال سنت گالن اشاره کرد.